# Andrea Collinelli
Andrea Collinelli (né le 2 juillet 1969 à Ravenne en Émilie-Romagne) est un coureur cycliste sur piste italien. 

## Biographie
Spécialiste de la poursuite, Andrea Collinelli a été champion olympique de la discipline aux Jeux de 1996 à Atlanta et champion du monde de poursuite par équipes à deux reprises (1996 et 1997). 
Il a également disputé des courses en couple, remportant six courses de six jours et la médaille d'argent de l'américaine au championnat du monde de 1998 avec Silvio Martinello.
Après sa carrière de coureur, il dirige l'équipe nationale italienne des moins de 23 ans, avec Marino Amadori.
Sa fille, Sofia (née en 2001) est également une coureuse cycliste professionnelle.

## Palmarès sur piste

### Jeux olympiques
- Atlanta 1996
  -  Champion olympique de poursuite

### Championnats du monde
- Bogota 1995
  -  Médaillé d'argent de la poursuite
- Manchester 1996
  -  Champion du monde de poursuite par équipes (avec Adler Capelli, Cristiano Citton et Mauro Trentini)
  -  Médaillé d'argent de la poursuite
- Perth 1997
  -  Champion du monde de poursuite par équipes (avec Adler Capelli, Cristiano Citton et Mario Benetton)
  -  Médaillé de bronze de la poursuite
- Bordeaux 1998
  -  Médaillé d'argent de l'américaine (avec Silvio Martinello)
  -  Médaillé de bronze de la poursuite par équipes

### Championnats du monde juniors
- 1987
  -  Médaillé d'argent de la poursuite par équipes

### Coupe du monde
- 1995
  - 1er de la poursuite à Manchester
- 1997
  - 1er de la poursuite à Fiorenzuola d'Arda
  - 2e de la poursuite par équipes à Quartu Sant'Elena
  - 3e de la poursuite par équipes à Fiorenzuola d'Arda
- 1998
  - 1er de l'américaine à Berlin (avec Silvio Martinello)
  - 1er de la poursuite par équipes à Hyères (avec Adler Capelli, Mario Benetton et Cristiano Citton)
  - 2e de la poursuite à Hyères
- 1999
  - 2e de la poursuite par équipes à Fiorenzuola d'Arda
  - 3e de la poursuite à Fiorenzuola d'Arda
- 2000
  - 1er de la poursuite par équipes à Mexico (avec Mauro Trentini, Ivan Quaranta et Mario Benetton)
  - 1er de la poursuite par équipes à Turin (avec Mauro Trentini, Ivan Quaranta et Mario Benetton)
  - 2e de la poursuite à Mexico

### Six jours
- 1997 : Bassano del Grappa (avec Cristiano Citton)
- 1998 : Grenoble (avec Adriano Baffi), Berlin (avec Silvio Martinello),
- 1999 : Grenoble (avec Adriano Baffi), Fiorenzuola d'Arda (avec Mario Cipollini)
- 2000 : Fiorenzuola d'Arda (avec Silvio Martinello)

### Championnats nationaux
- Champion d'Italie de poursuite amateurs en 1991 et 1992
- Champion d'Italie de poursuite en 1995, 1996, 1998 et 1999
- Champion d'Italie de poursuite par équipes en 1995, 1997 et 2000
- Champion d'Italie de l'américaine en 2000 (avec Silvio Martinello)

## Palmarès sur route
- 1991
  - 3e du Trofeo Papà Cervi
- 1997
  - 3eb (contre-la-montre par équipes) et 5e étapes de l'Olympia's Tour
  - 7e étape du Circuit des Mines